# Bisbat de Salto
El bisbat de Salto (llatí: Dioecesis Saltensis) és una demarcació eclesiàstica de l'Uruguai sufragània de l'arquebisbat metropolità de Montevideo. El seu origen és del segle xix amb capital a la ciutat de Salto, al nord-oest del país.

## Territori
El bisbat es correspon amb el territori dels departaments de Salto, Artigas, Paysandú i Río Negro.
La seu del bisbat és la ciutat de Salto, on es troba la catedral de Sant Joan Baptista (castellà: San Juan Bautista).
El territori se subdivideix en 16 parròquies.

## Història
El bisbat de Salto va ser establert el 14 d'abril de 1897, a partir del territori de l'arquebisbat de Montevideo. El 1960 el seu territori va ser dividit en dos bisbats més: el de San José de Mayo i el de Mercedes.

## Bisbes destacats
- Tomás Gregorio Camacho † (3 de juliol de 1919 – 20 de maig de 1940)
- Alfredo Viola † (20 de maig de 1940 – 1 de gener de 1968)
- Marcelo Mendiharat Pommies † (1 de gener de 1968 – 8 de març de 1989)
- Daniel Gil Zorrilla, S.J. † (8 de març de 1989 – 16 de maig de 2006, retirat)
- Pablo Jaime Galimberti di Vietri, des del 16 de maig de 2006

## Estadístiques
Segons les dades del cens de 2006, el bisbat tenia una població aproximada de 355.900 habitants, 320.000 batejats, és a dir, el 89,9% del total.
| any  | població | població | població | sacerdots | sacerdots       | sacerdots       | sacerdots             | diàques | religiosos | religiosos | parroquies |
| ---- | -------- | -------- | -------- | --------- | --------------- | --------------- | --------------------- | ------- | ---------- | ---------- | ---------- |
| any  | batejats | total    | %        | total     | clergat secular | clergat regular | batejats por sacerdot | diàques | homes      | dones      |            |
| 1950 | 450.000  | 500.000  | 90,0     | 61        | 33              | 28              | 7.377                 |         | 50         | 185        | 20         |
| 1965 | 255.000  | 278.000  | 91,7     | 60        | 32              | 28              | 4.250                 |         | 16         | 143        | 15         |
| 1970 | 253.000  | 280.000  | 90,4     | 53        | 23              | 30              | 4.773                 |         | 41         | 92         | 14         |
| 1976 | 275.000  | 290.000  | 94,8     | 33        | 17              | 16              | 8.333                 |         | 21         | 92         | 15         |
| 1980 | 293.000  | 319.000  | 91,8     | 45        | 19              | 26              | 6.511                 |         | 32         | 94         | 16         |
| 1990 | 351.000  | 375.000  | 93,6     | 51        | 30              | 21              | 6.882                 |         | 25         | 77         | 16         |
| 1999 | 292.000  | 320.000  | 91,3     | 39        | 23              | 16              | 7.487                 |         | 19         | 87         | 16         |
| 2000 | 290.000  | 320.000  | 90,6     | 37        | 20              | 17              | 7.837                 |         | 20         | 87         | 15         |
| 2001 | 290.000  | 320.000  | 90,6     | 36        | 20              | 16              | 8.055                 |         | 19         | 87         | 15         |
| 2002 | 290.000  | 320.000  | 90,6     | 37        | 21              | 16              | 7.837                 |         | 17         | 90         | 16         |
| 2003 | 290.000  | 320.000  | 90,6     | 30        | 17              | 13              | 9.666                 |         | 17         | 59         | 16         |
| 2004 | 320.000  | 355.900  | 89,9     | 31        | 16              | 15              | 10.322                |         | 19         | 72         | 16         |